# Veronica Mihailov-Moraru
Veronica Mihailov-Moraru (ur. 28 września 1982 w Kiszyniowie) – mołdawska prawnik i urzędniczka państwowa, działaczka na rzecz praw człowieka, od 2023 minister sprawiedliwości.

## Życiorys
W 2006 ukończyła studia z prawa karnego i międzynarodowego na Państwowym Uniwersytecie Mołdawskim, kształciła się także na kursach z zakresu praw człowieka i nauk politycznych. Przez kilkanaście lat praktykowała jako prawnik. Współpracowała jako ekspert z różnymi organizacjami pozarządowymi (Amnesty International, mołdawski oddział Open Society Foundations) przy projektach międzynarodowych głównie z zakresu praw człowieka. Autorka publikacji i raportów dotyczących przestrzegania praw człowieka w Mołdawii. W latach 2018–2019 przewodnicząca rady mołdawskiego oddziału Amnesty International. Od sierpnia do listopada 2019 i ponownie od sierpnia 2021 do lutego 2021 pozostawała sekretarzem stanu w resorcie sprawiedliwości. W lutym 2023 została ministrem sprawiedliwości w rządzie Dorina Receana (jako bezpartyjna).